# Bark at the Moon
A Bark at the Moon Ozzy Osbourne harmadik stúdióalbuma. 1983. december 10-én jelent meg. Ezen a lemezen Jake E. Lee gitáros hallható.

## Számlista
1. Bark at the Moon – 4:17
2. You're No Different – 5:49
3. Now You See It (Now You Don't) – 5:10
4. Rock 'n' Roll Rebel – 5:23
5. Centre of Eternity – 5:15
6. So Tired – 4:00
7. Slow Down – 4:21
8. Waiting for Darkness – 5:14

## Közreműködők
- Ozzy Osbourne – ének
- Jake E. Lee – gitár
- Bob Daisley – basszusgitár
- Tommy Aldridge – dob
- Don Airey – billentyűs hangszerek